# Thanatephorus terrigenus
Thanatephorus terrigenus é uma espécie de fungo pertencente à família Ceratobasidiaceae.